# Дараганов (хутор)
Дарага́нов — хутор в Матвеево-Курганском районе Ростовской области.
Входит в состав Матвеево-Курганского сельского поселения.

## Население
| 2010 | 2014 |
| ---- | ---- |
| 99   | ↘75  |

## Улицы
| - ул. Железнодорожная, - ул. Октябрьская, | - ул. Подгорная, - пер. Пришкольный. |